# 霍爲棻
霍爲棻。陝西朝邑縣人，清朝政治人物。

## 生平
道光二十七年（1847年）考中丁未科張之萬榜三甲進士。同治五年（1866年）任四川巴縣（今屬重慶市）知縣。任內曾修《巴縣志》。